# فرآورده (شیمی)

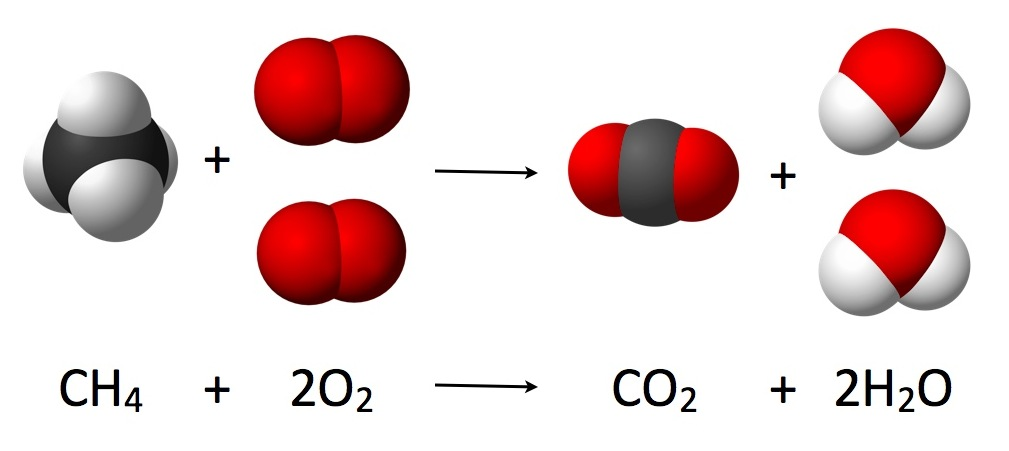
معادله شیمیایی سوختن متان که در سمت راست (آب و کربن دی اکسید) فرآورده هستند.

فرآورده یا محصول (به انگلیسی: Product) در علم شیمی و در واکنش های شیمیایی به گونه ای از مواد شیمیایی گفته می‌شود که در اثر واکنش شیمیایی بین واکنش دهنده ها به وجود می آید.واکنش دهنده ها و فرآورده ها در یک واکنش شیمیایی به وسیله معادله شیمیایی نشان داده می‌شود که در سمت چپ معادله واکنشگرها و در طرف راست محصولات نشان داده می شوند.